# Piknometar
Piknometar (grč. πυκνός, gust) vrsta je staklenog laboratorijskog posuđa koje služi za mjerenje gustoće tekućina.
To su bočice malene zapremnine s ubrušenim grlom i čepom od brušenog stakla kroz koji prolazi kapilara. Baždareni su na ulijevanje i točno određenu temperaturu.